# Семендяев, Константин Адольфович
Константин Адольфович Семендяев (9 декабря 1908, Симферополь — 15 ноября 1988) — советский учёный в области прикладной математики, один из руководителей математических расчётов для советского атомного проекта, доктор физико-математических наук, профессор. Лауреат Ленинской премии.

## Биография
Родился в мещанской семье, родители — Адольф Самойлович Ривкин, выходец из города Могилёв, и Елена Фёдоровна Семендяева, уроженка города Опочка, были служащими. Константин был единственным ребёнком в семье. Отец умер в 1943 году. Бабушка по отцу в 1922 году эмигрировала в США к уехавшим туда ещё в 1910 году сыновьям Залману и Исааку (дядьям Константина) и жила в Чикаго.
Окончив среднюю школу в Симферополе, в 1925 году поступил в Симферопольский педагогический институт, из которого через год перевёлся в МГУ.
В 1929 году окончил физико-математический факультет МГУ, однокурсниками были Л. С. Понтрягин, Л. И. Седов. С 1929 года, ещё будучи студентом, начал преподавать в средней школе, с 1931 года преподавал и в различных высших учебных заведениях Москвы.
С 1931 по 1936 год — сотрудник Института математики и механики при МГУ.
С 1936 года заведующий кабинетом математических приборов в Математическом институте им. В. А. Стеклова АН СССР (МИАН). Во время Великой Отечественной войны — в эвакуации с Институтом в Казани.
С 1946 по 1953 год — заведующий расчётным бюро МИАН. С созданием в МИАНе Отделения прикладной математики (1953) бюро было преобразовано в отдел «Газодинамики». Под руководством Семендяева были разработаны и внедрены в практику методики баллистических расчётов, машинизации астрономических и других вычислений.
С августа 1961 года — заместитель директора по науке Института прикладной математики АН СССР.
В сентябре 1963 года перешёл на работу в Гидрометцентр СССР, начальник лаборатории программирования гидрометеорологических задач.
Член редколлегии «Журнала вычислительной математики и математической физики» с момента его основания (1961).

## Научные интересы
Один из авторов метода характеристик для расчёта задач одномерной газовой динамики.

## Признание
- Три ордена Ленина (1956,1955, 29.10.1949);
- Орден Трудового Красного Знамени (19.09.1953);
- Медаль «В ознаменование 100-летия со дня рождения Владимира Ильича Ленина»;
- другие медали;
- Ленинская премия;
- Сталинская премия первой степени «за расчетно-теоретические работы по изделию РДС-6с и РДС-5» (31.12.1953);
- Сталинская премия первой степени «за выдающиеся научные работы в области использования атомной энергии, за создание новых видов изделий РДС[2], достижения в области производства плутония и урана-235…» (6.12.1951);
- Сталинская премия второй степени «за выдающиеся научные открытия и технические достижения по использованию атомной энергии» (29.10.1949);

## Интересные случаи
Глядя на большую таблицу цифр, Константин Адольфович мог сразу сказать: «Вот здесь ошибка. Нужно пересчитать».
Сложные алгебраические преобразования выполнили три разных расчётчика, но результат не совпадал с ожидаемым. Я. Б. Зельдович решил, что получен новый эффект, но К. А. Семендяев сразу сказал, что это ошибка. И. М. Гельфанд требовал признания, что авторы расчётов списали друг у друга, но оказалось, что все трое независимо ошиблись в одном и том же месте.